# Stazione di Kakunodate
La Stazione di Kakunodate (角館駅?, Kakunodate-eki) è una stazione ferroviaria di Kakunodate, nella prefettura di Akita nella regione del Tōhoku. Essa è servita dalla linea Tazawako e dai servizi Akita Shinkansen, ed è capolinea per la ferrovia locale Akita Nairiku.

## Linee
East Japan Railway Company
■ Akita Shinkansen
■ Linea Tazawako
Ferrovia Akita Nairiku Jūkan
■ Ferrovia Akita Nairiku

## Struttura
La stazione di Kakunodate consiste in un marciapiede laterale e uno a isola con tre binari per le linee JR, e un marciapiede laterale con un binario per la linea Akita Nairiku. L'edificio rispecchia lo stile della città, ed è realizzata in legno per somigliare a una tradizionale abitazione da samurai, e per questo è stata scelta fra le 100 più rappresentative stazioni del Tohoku.
Linee JR East
| 1 | ■ Linea Tazawako   | per Tazawako e Morioka     |
| 1 | ■ Akita Shinkansen | per Tazawako e Morioka     |
| 2 | ■ Linea Tazawako   | per Ōmagari e Akita        |
| 2 | ■ Akita Shinkansen | per Ōmagari e Akita        |
| 3 | ■ Linea Tazawako   | per traffico bidirezionale |

Ferrovia Akita Nairiku
| 1 | ■ Ferrovia Akita Nairiku | per Aniai e Takanosu |

## Stazioni adiacenti
| «                      | Servizio                | »              |
| Linea Tazawako         | Linea Tazawako          | Linea Tazawako |
| ---------------------- | ----------------------- | -------------- |
| Shōden                 | Locale Rapido "Fukaura" | Uguisuno       |
| Akita Shinkansen       |                         |                |
| Tazawako               | Locale                  | Ōmagari        |
| Ferrovia Akita Nairiku |                         |                |
| Ugo-Ōta                | Locale                  | Capolinea      |
| Saimyōji               | Rapido "Moriyoshi"      | Capolinea      |